# Maison des Abbassi
Pour les articles homonymes, voir Abbasi (homonymie).
La Maison des Abbassi (en persan Xâne-ye 'Abbâsi-hâ) est une maison historique traditionnelle célèbre de la famille Abbassi à Kachan, dans la province d'Ispahan, en Iran. 

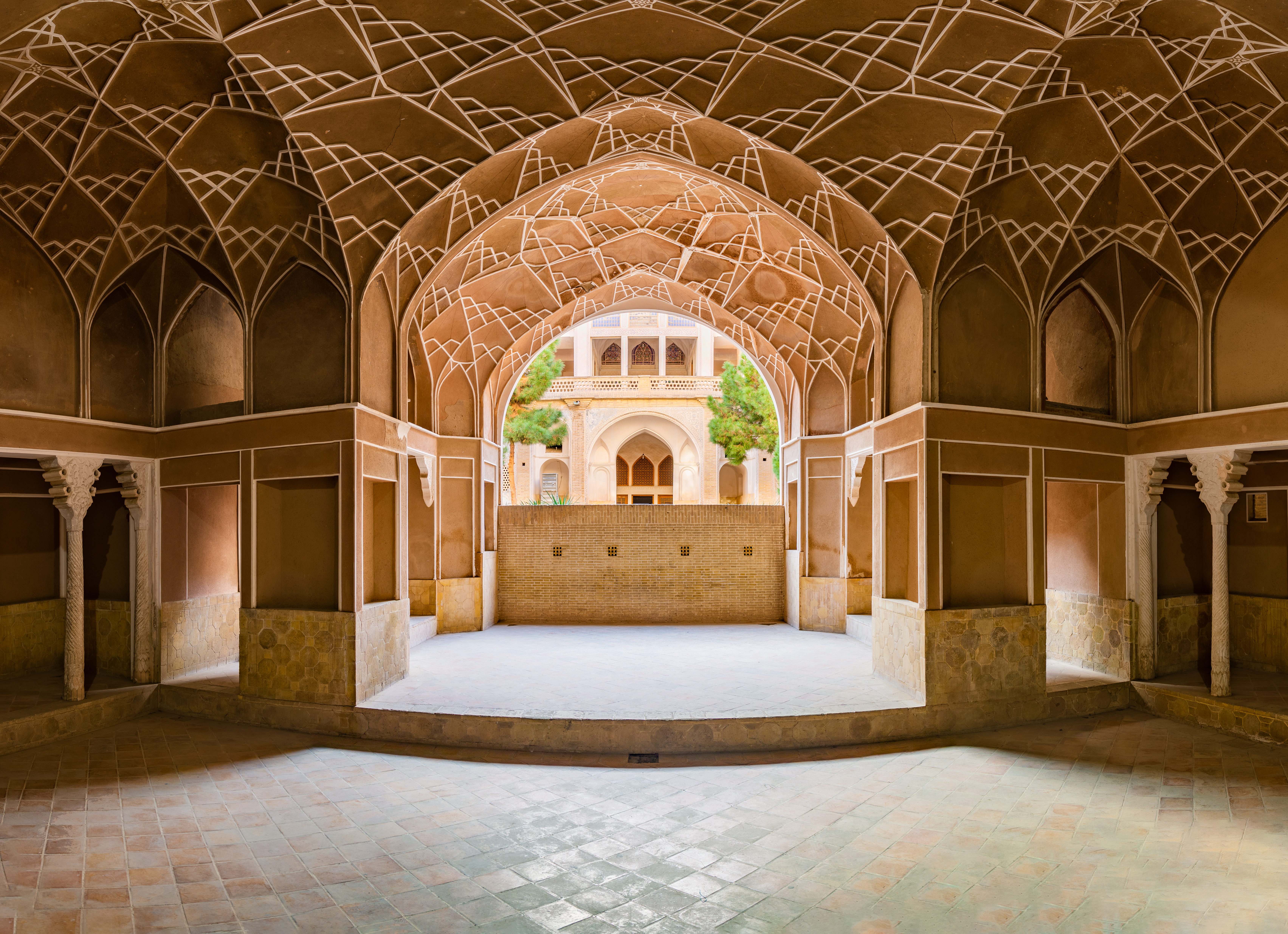
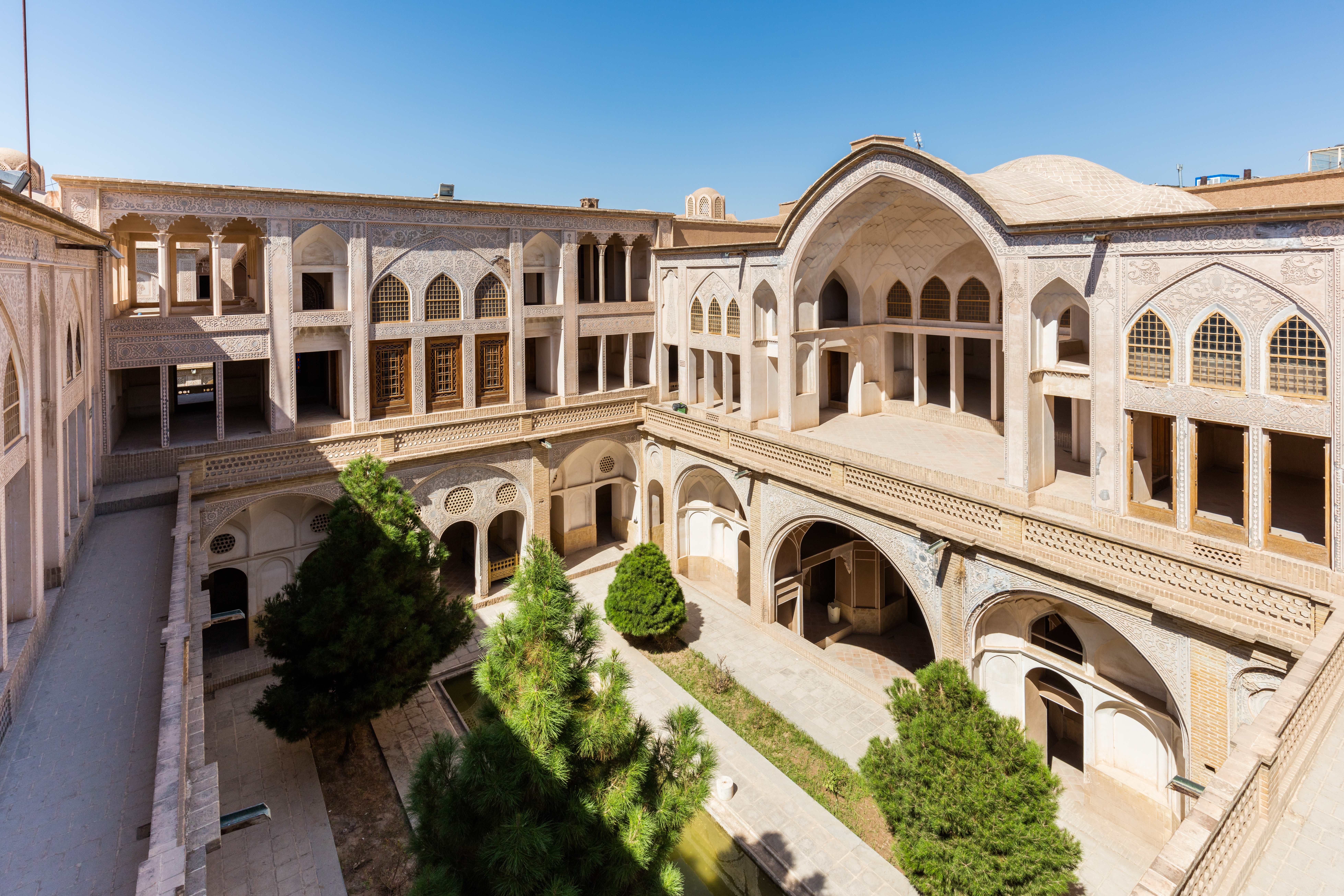
Vue depuis l'une des cours intérieures.
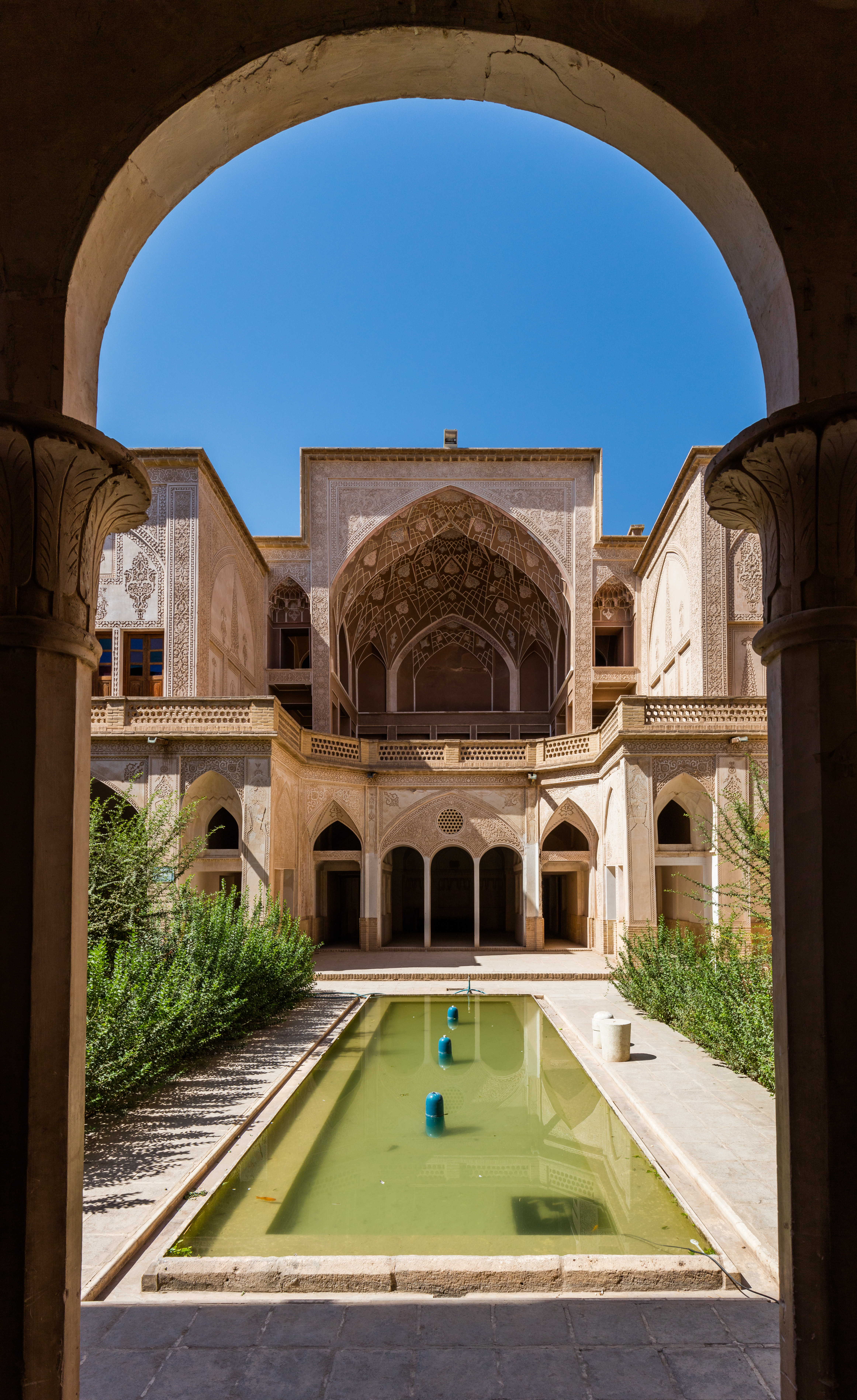
Vue d'un jardin.
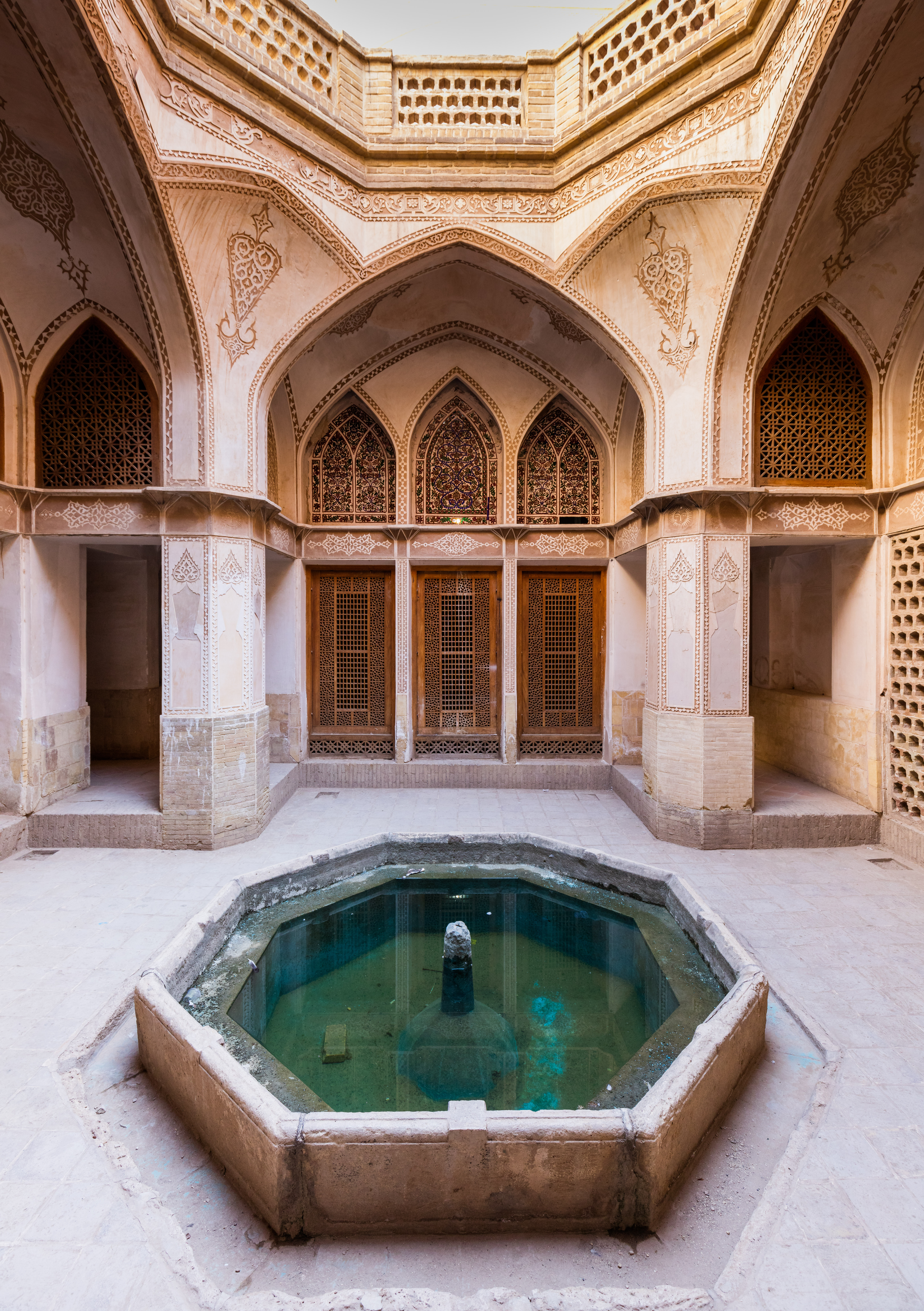
Patio dans la maison des Abbasi.

Construite à la fin du XVIIIe siècle, la maison est un bel exemple d'architecture résidentielle persane traditionnelle. C'est aujourd'hui un musée protégé par l'Organisation du patrimoine culturel, de l'artisanat et du tourisme d'Iran. 